# Elektroluminiscenca
Eléktroluminiscénca je pojav, ki nastane pod vplivom močnega električnega polja ali električnega toka (npr. razelektrenje), pri katerem elektroni sproščajo svojo energijo v obliki fotonov.
Primeri elektroluminiscenčnih materialov so:
- cinkov sulfid, ki s pomočjo bakra (Cu) in broma (Br) emanira modro svetlobo (0,463 μm), z bakrom in klorom (Cl) zeleno svetlobo (0,524 μm) ter rumeno svetlobo (0,592 μm), če je dodan še mangan (Mn),
- polprevodniki od III.-V. skupine periodnega sistema elementov, kot so galijev (III) nitrid (GaN) ter galijev (III) arzenid (GaAs),
- naravni modri diamant.

Praktično se elektroluminiscenca uporablja za osvetlitev zaslonov LCD, npr. pri ročnih urah, žepnih računalih, termostatih in na nadzornih ploščah pri vozilih. Pogosta je tudi uporaba pri nočnih svetilkah, ki za razliko od neonskih in fluorescenčnih svetilk ne potrebujejo dodatne vezave ohmskega upornika zaradi možnosti kratkega stika.
Poseben primer elektroluminiscence je katodna luminiscenca. Pri tem snov (katodo) obstreljujemo s pospešenimi elektroni ali drugimi električnimi delci: zaradi tega del snovi krajevno izpari in v močnem električnem polju se elektroni z močjo nekaj kV močno pospešijo in se gibljejo v premem curku, pravokotno stran od katode (katodni žarki), ne glede na lego in obliko anode. Najpogostejša uporaba tega je pri svetlobnih zaslonih katodne cevi, npr. TV ekrana.